# Hedeoma irvingii
Hedeoma irvingii là một loài thực vật có hoa trong họ Hoa môi. Loài này được B.L.Turner mô tả khoa học đầu tiên năm 1991.